# Jaśkowice (województwo małopolskie)
Jaśkowice – wieś w Polsce, położona w województwie małopolskim, w powiecie krakowskim, w gminie Skawina, przy drodze krajowej nr 44.
W latach 1975–1998 miejscowość administracyjnie należała do województwa krakowskiego.

## Integralne części wsi
| SIMC    | Nazwa       | Rodzaj    |
| ------- | ----------- | --------- |
| 0334988 | Ducki       | część wsi |
| 0334994 | Łazy        | część wsi |
| 0335002 | Łopata      | część wsi |
| 0335019 | Przy Wiśle  | część wsi |
| 0335025 | Skotnia     | część wsi |
| 0335031 | Wieliczka   | część wsi |
| 0335048 | Wygoda      | część wsi |
| 0335054 | Za Dworem   | część wsi |
| 0335060 | Za Potokiem | część wsi |
| 0335077 | Żabi Dołek  | część wsi |
| 0335083 | Żary        | część wsi |

## Historia Jaśkowic
Pierwsza wzmianka o wsi pochodzi z roku 1274. Pierwotnie wieś mogła być posiadłością rodu Radwanitów podległa księciu opolskiemu Władysławowi. Z ich rąk przeszła pod władanie rodów: Gaweł, Sadek, Jaszek herbu Topór. Założycielem wsi był zapewne niejaki Jaśko, o czym może świadczyć zawarta w dokumencie z 1363 roku pierwsza wmianka nazwy wsi „Jaskouicze”. W 1422 roku wieś została posiadłością Mikołaja z Rusocic herbu Zadora.
W końcu XVII wieku kolejny właściciel szlachcic Jaskow (Jaskowic), zbudował dwór otoczony stawami. W 1778 roku Jaśkowice były własnością wojewody mińskiego Józefa Radziwiłła, następnie Szczepana Skrzyńskiego, a od 1791 roku Michała Lebowskiego. Po rodzinie Lebowskich, właścicielami Jaśkowic była rodzina Duninów z Głębowic w osobie Kazimierza Dunina zmarłego w 1825 roku. W drugiej połowie XIX wieku dobra jaśkowickie były we władaniu Fryderyka Lgockiego, który w testamencie zapisał je córce Zofii Dąmbskiej.
W 1889 roku Jaśkowice w spadku otrzymał Henryk Dąmbski, który w trzy lata później sprzedał je Antoniemu Zubrzyckiemu z Kasiny Wielkiej i jego żonie Marii z Dwernickich. Zubrzyccy założyli tutaj uzdrowisko w oparciu o lecznicze źródło wody siarczano-żelazistej. Powstały łazienki, kilka drewnianych i murowanych pensjonatów oraz kaplica dla kuracjuszy. Uzdrowisko było uznawane za jedno z najnowocześniejszych w Galicji. Niedługo jednak trwała dobra passa uzdrowiska. W 1912 r. Przewodnik Kąpielowy napisał: Uzdrowisko z powodu jednak malarycznej okolicy niebawem upadło, a wille przeważnie niezamieszkiwane poszły w rozsypkę. Frekwencja jest minimalna. W tym okresie również i obszar dworski stanowił tylko resztówkę, ponieważ już wcześniej Zubrzyccy rozpoczęli intensywną parcelację majątku. W 1904 roku wieś kupiła Justyna Grabowicz, która z mężem lekarzem kontynuowała działalność uzdrowiskową. Grabowiczowie wprowadzili pewne nowości w metodach leczniczych stosowanych w uzdrowisku. Jaśkowice gościły wtedy znanych artystów m.in. znanego pisarza Zenona Przesmyckiego z żoną, który był zaprzyjaźniony z Grabowiczem. W 1911 zamknięto zakład wodoleczniczy, ale jeszcze do 1917 podejmowano próby odbudowy uzdrowiska. Dr Władysław Grabowicz z wójtem Kazimierzem Kowalówką założył we wsi Straż Pożarną. W 1908 roku zbudowano szkołę z datków mieszkańców i właściciela. Zmieniono nazwę wsi na Jaśkowice. Grabowiczowie zmuszeni sytuacją osobista dokończyli parcelację uzdrowiska. W 1931 wybuchł we wsi wielki pożar, który zniszczył część infrastruktury zdrojowej i dwór Grabowiczów, który został co prawda odbudowany, ale zatracił cechy stylowe
Po II wojnie światowej miejscowy dwór i część działek należącej do zabudowy dworskiej kupił Jan Kęska który osiedlił się tu wraz z rodziną. Na terenie posiadłości Kęski znajdowała się zabytkowa kapliczka mszalna, która niegdyś służyła kuracjuszom tutejszego uzdrowiska. W latach 80. tuż przed swoją śmiercią Jan Kęska przekazał kapliczkę wraz z częścią działki pod budowę kaplicy na potrzeby okolicznych wiernych, obecnie jest to kościół parafialny. Po jego śmierci dwór przejęła jego córka Halina Moll, która po opuszczeniu Jaśkowic sprzedała nieruchomość w pierwszej połowie lat 90.
Uchwałą Rady Miejskiej w Skawinie z dnia 28 marca 2018 r. ulicom na terenie sołectwa Jaśkowice nadano nazwy.
Jaśkowice to wioska leżąca nad Wisłą, przylegająca do prawego brzegu tej największej polskiej rzeki. Przez środek miejscowości przebiega w kierunku równoleżnikowym granica pomiędzy dwoma krainami geograficznymi: Pogórzem Wielickim od południa, którego najwyższym wzniesieniem w tej okolicy jest Góra Jaśkowicka, zwana też Pańską Górą /272 m n.p.m./, a płaską niziną nadwiślańską nazywaną Rowem Wisły od strony północnej. Patrząc z Jaśkowic na południe i południowy zachód dostrzegamy malownicze wzniesienia pasma Draboża, które są częścią Pogórza Wielickiego. Kierując wzrok w kierunku północnym, możemy obserwować bardzo urozmaicony krajobraz Wyżyny Krakowskiej z jej najbardziej na południe wysuniętymi obszarami, takimi jak Brama Krakowska i Garb Tęczyński. Jaśkowice to wieś należąca do gminy Skawina. Stanowi część powiatu krakowskiego i województwa Małopolskiego. Od północnej strony miejscowość ta dotyka Wisły w miejscu, gdzie rzeka ta tworzy malownicze zakola, a na jej przeciwnym brzegu pięknie rozlokował się Czernichów. Równoleżnikowo przecinają wioskę trzy ważne arterie; kanał Łączany – Skawina, linia kolejowa Oświęcim – Kraków Płaszów i droga krajowa nr 44. W 2021 roku w Jaśkowicach żyło 1096 ludzi. Mimo że są to tereny wiejskie, niewielu mieszkańców trudni się tu rolnictwem. Większość z nich znajduje źródła utrzymania w działalności pozarolniczej.
Czasy prehistoryczne
Przeszłość tych terenów ginie gdzieś w odległych, przysłowiowych mrokach dziejów. Świadczą o tym zarówno badania, jak i zachowane wykopaliska archeologiczne. Chodzi tu szczególnie o badania, które zostały przeprowadzone w ramach akcji pod hasłem „Archeologiczne Zdjęcie Polski”, czyli realizowanego na wielką skalę programu, mającego na celu, dokładne przeszukanie naszego kraju pod względem archeologicznym. Realizowany jest ten program metodą badań powierzchniowych. Grupa badaczy wyposażona w szczegółowe mapy terenowe, przemierza pieszo, wzorem żołnierskiej tyraliery, wyznaczone tereny badań. W przypadku natrafienia na jakąś pozostałość z dawnych czasów, określa się położenie tego miejsca na mapie, zaznaczając je, jako stanowisko archeologiczne. Założona zostaje w takim przypadku Karta Ewidencji Stanowiska Archeologicznego z dokładnym opisem tego, co się w danym miejscu znalazło. Znalezione przedmioty ruchome trafiają do magazynów muzealnych a wymieniona wyżej Karta do muzealnej ewidencji. Przedsięwzięcie o nazwie „Archeologiczne Zdjęcie Polski” realizowane jest w naszym kraju od 1978 roku. Jest to akcja niezwykła. W żadnym innym kraju na świecie nie prowadzi się na taką skalę, tak intensywnych i z takim rozmachem zorganizowanych archeologicznych badań. W wyniku tej działalności do czerwca 2012 roku zarejestrowano 435 000 stanowisk archeologicznych na terenie całej Polski! 27 tego typu stanowisk archeologicznych występuje w Jaśkowicach.
Zanim jednak doszło do realizacji tego programu, już wcześniej, bo 23.03. 1966 roku dotarł do Jaśkowic dr Marek Gedl /od 1976 roku profesor nadzwyczajny, a od 1983 roku profesor zwyczajny/ wraz ze studentami II roku Archeologii Polski Uniwersytetu Jagiellońskiego. Profesor Gedl to wybitny polski archeolog, doskonały znawca szczególnie okresu tzw. kultury łużyckiej. W wyniku przeprowadzonych badań powierzchniowych, wyodrębnił on na terenie Jaśkowic dwa stanowiska archeologiczne. Pierwsze na polu Mariana Drzyzgi /nr 17/ zwanym „Za chodnikiem”, położonym „we wsi” obok przystanku PKS. Na powierzchni tego pola znaleziono krzemienne narzędzie z epoki neolitu, czyli sprzed ładnych kilku tysięcy lat. Drugie stanowisko archeologiczne wyodrębnione zostało na polu Franciszka Kapusty /nr 163/, położonym na stoku prawego brzegu potoku, płynącego po zachodniej stronie wsi, na południe od szosy, obok parceli ze stałym ogrodzeniem. Znaleziono tam, pamiętające epokę kamienia, odłupki krzemienne. Później przyszedł czas na wspomnianą wyżej akcję pod hasłem Archeologiczne Zdjęcie Polski. I znowu archeolodzy dotarli do Jaśkowic. Tym razem byli to: mgr Jacek Rydlewski i mgr Tomasz Wichman. Przeprowadzili badania powierzchniowe w 1985 roku i założyli 26 Kart Ewidencji Stanowiska Archeologicznego, zaczynających się od numeru 104-54. Dwudziesta siódma „Karta” ma już numer 105-54 i została sporządzona 30.03. 1998 roku przez trzyosobową ekipę badaczy / mgr T. Rodak, mgr M. Zając, mgr E. Zaitz/. Sprawdził ją 11.07.1998 r. prof. dr hab. Janusz Kruk. Jak łatwo się domyślić, badania w 1985 roku rozpoczęto od tych stanowisk, które zarejestrował wcześniej profesor Gedl. W założonych dla tych stanowisk nowych „Kartach” potwierdzono w tych miejscach dawne ślady osadnictwa, ale nic innego już tam nie znaleziono. Analizując archeologiczne badania na terenie Jaśkowic w ramach akcji Archeologiczne Zdjęcie Polski, możemy stwierdzić, że ich efektem było znalezienie na terenie tej wioski 68 przedmiotów, pochodzących z pradawnych czasów. Wśród nich zdecydowaną przewagę mają wyroby z krzemienia, pochodzące z epoki kamienia, czyli z tej epoki, kiedy kamień był obok drewna i kości zwierząt podstawowym surowcem do wyrobu narzędzi i przedmiotów codziennego użytku. Takich eksponatów liczących sobie po kilka tysięcy lat znaleziono w Jaśkowicach 41. O istnieniu dawnego ludzkiego życia na terenie obecnych Jaśkowic świadczą również znaleziska ceramiczne. Ceramiką nazywa się wyroby z wypalonej gliny. Tego typu wyroby ludzie potrafili wykonywać już kilkanaście tysięcy lat temu, jeszcze w okresie epoki kamienia. 26 sztuk fragmentów ceramiki znalezionych przez archeologów na terenie naszej wioski jest zarejestrowanych w Kartach Ewidencji Stanowisk Archeologicznych. Większość z nich pochodzi z czasów średniowiecznych / sprzed 600 do 800 lat/, kilka z czasów już nowożytnych / sprzed 400 do 500 lat/. Znaleziono też jeden fragment ceramiki pochodzący z czasów prehistorycznych, zapewne sprzed co najmniej kilku tysięcy lat. Gdzie to wszystko znaleziono? W różnych miejscach wioski. Co ciekawe, najwięcej stanowisk archeologicznych zarejestrowano przy obecnych granicach Jaśkowic – poczynając od strony zachodniej tam, gdzie Wygoda i Pniówki i dalej w kierunku Łysej Góry. Kolejne liczne stanowiska widnieją na północnym zboczu Jaśkowickiej Góry. Idąc dalej w kierunku wschodnim pojawiają się liczne archeologiczne stanowiska pomiędzy ogrodem Franciszka Leśniaka a osiedlem „Na Wieliczce”. To właśnie w tym rejonie na podstawie ilości znalezionych przedmiotów, archeologowie zlokalizowali dwa miejsca, którym nadano miano osady – w pierwszym przypadku neolitycznej, a w drugim przypadku osady średniowiecznej. Stosunkowo niewiele stanowisk archeologicznych zlokalizowano w centrum wsi oraz między kanałem Łączany – Skawina a rzeką Wisłą. Nie należy jednak z tego powodu wyciągać daleko idących wniosków. W centrum wsi jest bardziej zwarta zabudowa. W takim przypadku okoliczne tereny były wielokrotnie dobrze „wysprzątane”. Za kanałem, w kierunku Wisły rozciągają się liczne łąki. Przy badaniach powierzchniowych w gęstwinie trawy, o wiele trudniejsze jest dostrzeżenie poszukiwanych przedmiotów.. Oceniając dawne osadnictwo na terenie Jaśkowic z archeologicznego punktu widzenia można stwierdzić, że większość znalezisk pochodzi z epoki kamienia. Trochę mniej z czasów średniowiecza i jeszcze mniej z czasów nowożytnych. Prawie nie występują eksponaty z epoki miedzi i brązu. Tylko w jednym przypadku, na stanowisku nr 26, nad tzw. „Przegoniskiem”, przy granicy z Wielkimi Drogami, znaleziono fragmenty ceramiki z okresu kultury łużyckiej albo przeworskiej, czyli z pogranicza epoki brązu i żelaza. Ale również i w tym przypadku z powodu bardzo powierzchownych i nieco przypadkowych badań archeologicznych, nie należy wyciągać daleko idących wniosków, co do ciągłości osadniczej na tym terenie.
Średniowieczna historia Jaśkowic.
W X wieku książę Mieszko I łącząc plemienne państewka słowiańskie, leżące w dorzeczu Wisły i Odry utworzył państwo polskie. Ziemie, na których my żyjemy udało się włączyć do tego państwa prawdopodobnie już po śmierci Mieszka I, za panowania jego syna Bolesława Chrobrego. W 1138 roku władca ówczesnej Polski, książę Bolesław Krzywousty podzielił polskie państwo pomiędzy swoich synów. Każdemu dał odrębną dzielnicę. Wyznaczył też decydującą o dalszym istnieniu państwa dzielnicę senioralną ze stolicą w Krakowie, który od połowy XI wieku uznawany był za stolicę Polski. Wtedy to tereny przez nas zamieszkałe stały się częścią krakowskiej dzielnicy senioralnej. W pierwszej połowie XIII wieku, walczący o tron krakowski, książę Konrad Mazowiecki zaczął tu sprowadzać wiernych sobie rycerzy z Mazowsza należących do rodu Radwanitów. Oni to mieli w przyszłości strzec polskości tych ziem, szczególnie wtedy, kiedy panowanie podległych królowi czeskiemu książąt śląskich, sięgnęło terenów bliskich Krakowa. W 1274 doszło bowiem do tego, że książę krakowski Bolesław Wstydliwy po długoletniej wojnie, nadał księciu opolsko raciborskiemu Władysławowi I, ziemie leżące na wschód od Skawy, aż po rzekę Skawinkę. Przy dzielnicy senioralnej pozostawił jednak część posiadłości Radwanitów, stanowiących tzw. „korytarz radwanicki”, ciągnący się od dzisiejszych Jaśkowic w kierunku południowym, po obecne Brody. Tereny te w dokumencie Bolesława Wstydliwego występowały pod wspólną nazwą Trebol. Ta historyczna nazwa przetrwała do dziś w postaci przysiółka Trzebol, będącego częścią sąsiadującej z Jaśkowicami wioski Wielkie Drogi. Przybywający tu w XIII wieku Radwanici, zastawali obszary bezludne, porośnięte lasem, będącym nieprzebytą pierwotną puszczą. Osadzali zapewne ci rycerze na tych terenach kmieci, którzy w zamian za wydzielone im łany pól karczowali puszczę, by uzyskać niezbędne do życia ziemie uprawne i zaopatrzyć się przy okazji w potrzebne do budowy swoich zagród drewno. Nazwa Jaśkowice pojawia się po raz pierwszy w dokumentach z 1363 roku i ma brzmienie „Iascowice”. W jednym z takich dokumentów zapisano, że Jaśkowice położone są w ziemi krakowskiej „juxta fluvium Wyslam Inter Raduanos”, czyli pośród dóbr Radwanitów. Z treści innego dokumentu wystawionego w 1363 roku w kancelarii króla Kazimierza Wielkiego dowiadujemy się, iż bracia Gaweł, Sądek i Jaszek, synowie Wojsława dziedzica Kaliny sprzedali za 140 grzywien i karczmę w Zawadzie dobra Jaśkowice w ziemi krakowskiej, położone pośród dóbr Radwanitów – Andrzejowi Myszce herbu Gryf z Nieprześni. Gaweł, Sądek i Jaszek nie należeli już chyba do rodu Radwanitów skoro pieczętowali się herbem Topór. Herbem Radwanitów był Radwan – na czerwonym polu ułożona żółta chorągiew o trzech wąskich, opuszczonych ku dołowi płatach. Nad drzewcem chorągwi uwidoczniony był Krzyż. Z rodu Radwanitów pochodziła prawdopodobnie matka wymienionych wyżej braci. Zachowało się w różnego rodzaju zapiskach kilka nazwisk właścicieli posiadłości w Jaśkowicach na przełomie XIV i XV wieku. W dokumentach spadkowych, procesowych lub dotyczących dziedziczenia, posagu czy wiana figurują takie osoby żyjące w tym czasie, jak: Mikołaj vel Miczek Byczek, Paszek Radwan lub Węgrzyn – dziedzic Jaśkowic i Sosnowic oraz jego żona Formoza. Była też Elżbieta, żona Pietrasza z Witanowic i jej siostry Kachna, Anna i Małgorzata, dziedziczki Jaśkowic, jako córki Formozy. Z Małgorzatą ożenił się prawdopodobnie w 1422 roku Mikołaj z Rusocic herbu Zadora i tym samym ród Rusockich wszedł w posiadanie dóbr w naszej miejscowości. Przez kolejne stulecie napotykamy w dokumentach dotyczących Jaśkowic właścicieli wywodzących się z tego rodu i używających w zależności od okoliczności albo nazwiska Rusocki, albo też Jaśkowski. Jaśkowice jako odrębna miejscowość kształtowały się na przestrzeni dłuższego okresu. Rozgraniczenia między tą wioską a sąsiednimi Pozowicami / wtedy ta miejscowość nazywała się Powozowice i należała do klasztoru tynieckiego/ dokonano w 1490 roku. Zaczynała się ta granica od przykopy zwanej Przerwisko na Wiśle i biegła aż do miejsca zwanego Karaś /dziś to pole nazywa się Karosek/, przy którym usypano dwa kopce narożne. Dalej granica biegła przez wodę, pozostawiając po lewej stronie las i staw Tobra, z jednym brzegiem Wisły, jako przynależne do klasztoru tynieckiego, a brzeg, las i pole po prawej stronie aż do wymienionych wyżej kopców przy miejscu Karaś należące do Jana Rusockiego vel Jaszkowskiego. Dalej kopce graniczne usypane były aż do wielkiego lasu dębowego i od miejsca zwanego Karaś, aż do granicy trzebolskiej, gdzie usypany został ostatni kopiec. Podobnego rozgraniczenia dokonano między Jaśkowicami, a Brzezinką. Przeprowadził je podsędek ziemski krakowski Jan Świder wraz ze szlachcicem Stanisławem Orzechowskim z Przybysławic, mając do pomocy starych kmieci z Jaśkowic i Brzezinki. Zapisano wtedy, że granica posiadłości właściciela Jaśkowic Jana Rusockiego poczyna się od potoku Łazy, na którym ma on staw i na jego naprawę będzie brał ziemię z jednego brzegu stawu, zaś z drugiej strony ziemia będzie należeć do właściciela Brzezinki. Rzeką graniczną była również Pniówka, z której na mocy umowy zarówno właściciele Jaśkowic, jak i Brzezinki, mogli brać wodę do swoich stawów, których liczbę dokładnie określono. W tym rejonie zbiegały się również granice między Jaśkowicami, a Bęczynem i między Bęczynem, a Brzezinką. Wytyczono je ostatecznie w 1550 roku w wyniku ugody między Stanisławem Rusockim z Jaśkowic, a Stanisławem Grodowskim i Januszem Strzałą, dziedzicami Bęczyna. Rusocki został zobowiązany do usypania trzech granicznych kopców narożnych naprzeciw dwóch kopców nad wspomnianą już rzeka Pniówką. Od tych kopców granica miała biec do końca grobli stawów Rusockiego, a dalej według znaków uczynionych na wierzchowinie stawów po drogę zwaną przeczną, lub przecznicą, która to droga idzie” nad Bęczynem, nad Jaśkowicami”. Wgłębiając się w dawne dzieje, zastanawiamy się nad tym, jak wyglądały Jaśkowice w czasach średniowiecznych i chcemy się czegoś dowiedzieć o ówczesnym życiu mieszkańców tej wioski. W 1464 roku był tu folwark i 13 łanów kmiecych. Wiemy to z dokumentu poświadczającego podział majątku po śmierci Mikołaja Rusockiego, którym dzielili się jego synowie: Leonard i Andrzej. Jaśkowice przypadły wtedy Andrzejowi. Wspominany już wcześniej Jan Rusocki, będący właścicielem Jaśkowic na przełomie XV i XVI wieku, był prawdopodobnie synem Leonarda i zalicza się go do opiekunów kościoła parafialnego w Pobiedrze /dzisiejszy przysiółek Paszkówki/. Jego syn Bernard był studentem Akademii Krakowskiej. Z parafią w Pobiedrze Jaśkowice były związane od samego początku istnienia. W 1416 roku Augustyn, pleban z Pobiedra, procesował się z kanonikiem krakowskim Klemensem Radomskim o dziesięcinę snopkową wszystkich kmieci z dwóch karczem – w Trzebolu i w Jaśkowicach. Była więc na początku XV wieku w Jaśkowicach karczma. W 1424 roku skazano Wiernka z Sosnowic za zabranie dwóch koni tutejszemu karczmarzowi. I była też już w tych dawnych czasach droga, prawdopodobnie ta, którą obecnie oznacza się liczbą 44, bo w 1570 roku zanotowano, że „stary gościniec z Krakowa do Oświęcimia przez Trzebol i Jaśkowice – w Jaśkowicach idzie przez długi, bardzo wąski wąwóz”…
Jaśkowice w drugiej połowie XVIII wieku.
Druga połowa osiemnastego stulecia to okres bardzo ważny i jednocześnie niesłychanie tragiczny dla państwa polskiego, które od unii lubelskiej w 1569 roku nazywano Rzecząpospolitą Obojga Narodów. Państwo obojga narodów, czyli Polski i Litwy – Korony Królestwa Polskiego i Wielkiego Księstwa Litewskiego. Było to państwo ogromne, rozlokowane, na wielkich przestrzeniach między Bałtykiem, a Morzem Czarnym. W ciągu XVIII wieku państwo to jednak z każdym kolejnym dziesięcioleciem, coraz bardziej traciło swoją moc i polityczne znaczenie w ówczesnej Europie. W 1772 roku rozpoczął się dla Rzeczypospolitej czas rozbiorów. Było ich w sumie trzy. Ostatni, w 1795 roku oznaczał kres istnienia I Rzeczypospolitej. Uczestniczyły w tych rozbiorach trzy państwa; Austria, Prusy i Rosja. Pierwsze dwa, były państwami niemieckimi. Rosja to podobnie, jak Polska – to kraj słowiański. Ziemie, na których my żyjemy, dostały się już w czasie pierwszego rozbioru w 1772 roku pod panowanie austriackie. W naszym rejonie rzeką graniczną była na dość długim odcinku, bo od Oświęcimia aż po Sandomierz, rzeka Wisła. Władca Austrii, cesarz Józef II, chciał wiedzieć jak najwięcej o przyłączonych do swojego państwa polskich ziemiach. Dlatego zarządził przeprowadzenie w miarę dokładnej lustracji, której wyniki miały zobrazować aktualny stan posiadania. Wynikiem prac lustracyjnych, był zestaw dosyć szczegółowych danych widniejących w dokumentach, które zyskały nazwę „metryki józefińskie”. Zawierają one między innymi również nazwiska ówczesnych właścicieli Jaśkowic. Dowiadujemy się dzięki temu, że w 1778 roku dobra w Jaśkowicach stanowiły własność księcia Józefa Radziwiłła – wojewody mińskiego. Pod rokiem 1789 odczytujemy nazwisko właściciela Jaśkowic – Szczepana Skrzyńskiego, a w 1791 roku wioska ta jest na stanie posiadania Michała Lebowskiego. Powierzchnie gruntów dworskich wyliczono wtedy na 342 morgi i 817 sążni. Pola chłopskie miały łączną powierzchnię – 302 morgi i 1052 sążnie. Tak w jednym, jak i w drugim przypadku największą powierzchnię stanowiły pola orne. Przy dworze było ich ponad 232 morgi, zaś chłopi uprawiali 219 mórg tego typu ziemi. Spora była w tamtych czasach powierzchnia dworskich stawów rybnych – ponad 38 mórg. Stosunkowo niewiele było sadów. Niezbyt dużo było też łąk i pastwisk. Podobnie, jak dzisiaj, również i w tamtych czasach nie było praktycznie na terenie Jaśkowic obszarów leśnych. Żyło wtedy w Jaśkowicach 49 rodzin chłopskich, uznawanych za poddanych właściciela obszaru dworskiego, czyli należącego do stanu szlacheckiego dziedzica. Takie było wówczas prawo, według którego pełnoprawnym obywatelem, był tylko ten, kto urodził się szlachcicem. Wśród chłopów w najlepszej sytuacji byli kmiecie. Takich rodzin chłopskich było wtedy w Jaśkowicach pięć. Trzydzieści jeden rodzin zaliczyć można było do zagrodników, a trzynaście do chałupników. Osiem rodzin spośród tych ostatnich nie posiadało w ogóle gruntu rolnego. Wszystkie rodziny chłopskie miały obowiązek odrabiania pańszczyzny. Oznaczało to darmową pracę na dworskim folwarku przez określoną liczbę dni w roku. Wynikało to z tego, że chłopów uznawano za poddanych, a ziemia, którą uprawiali w ramach swoich gospodarstw, uważana była za własność dworską. Im więcej miała rodzina chłopska ziemi w użytkowaniu, tym większą liczbę dni „na pańskim” musiała odrobić. Tak się złożyło, że w wyniku przeprowadzonej lustracji, władze austriackie ulżyły nieco ciężkiej doli chłopów. Wydano w Wiedniu rozporządzenia, które zagwarantowały chłopom nieusuwalność z uprawianego gruntu pod warunkiem wypełniania powinności wobec pana. Ograniczono też wymiar pańszczyzny do najwyżej trzech dni z gospodarstwa w tygodniu na czym zyskali bardzo i jaśkowiccy chłopi. Tym najzamożniejszym zmniejszyła się pańszczyzna w skali roku o ponad 100 dni. Najbiedniejsi, czyli chałupnicy mieli na mocy nowych przepisów do odrobienia 12 dni w ciągu całego roku. Analizując „metryki józefińskie” możemy sobie wyobrazić, jak wyglądały Jaśkowice ponad 200 lat temu. W obrębie tej miejscowości wyszczególnione były dwie niwy: Niwa Ponadgościeniec i Niwa Pod gościńcem. W skład pierwszej niwy wchodził dwór i folwark pański, karczma pańska, droga ze wsi ku Krzyżu, pole za Stawiskami, pole Górka w Stawiskach, pole Dolne Stawiska, pole Górne Stawiska, droga od gościńca do Paszkówki, droga od wsi ku granicy brzezińskiej, pole na Łazach, pole Załazie, pole Pacuła, pole Pniówka. Do Niwy pod Gościńcem należało pole Pniowiec, pole przy Młynie, pole W Stawie, pole Pasternik, pole W Łęgu, stawy pańskie za Krawczykiem /22 morgi/, pole Karkówka, droga Do Przewozu, pastwisko Wiklina, pole Na Dołku, krzaki Karosek, pole Pastwisko Dolne, pastwisko Olszyna, pole w Mościskach, pole Na Parszywienie, pole Na Zarębie. Wszystkie nazwy podane zostały w takim brzmieniu, jak zapisano je ponad 200 lat temu. Niektóre z nich z czasem zanikły, ale większość, jak widać przetrwała do dziś.
Jaśkowice w XIX wieku
Wiek XIX. Czas niezwykłych przemian. Pojawiają się nowe sposoby rządzenia państwami i nowe systemy gospodarcze. Jak z przysłowiowego rękawa sypią się wynalazki i odkrycia naukowo techniczne. Na wielką skalę zaczyna się wykorzystywać nowe źródła energii takie, jak węgiel, ropa naftowa, elektryczność. Lokomotywy i statki parowe rewolucjonizują transport. Wynalezienie telegrafu i radia niesłychanie zbliża ludzi umożliwiając im szybkie porozumienie się nawet wtedy, gdy dzieli ich wielka odległość. Obserwuje się gwałtowny rozwój przemysłu i korzystne zmiany w rolnictwie. Zmienia się także codzienne życie ludzi. Wszystko to dotyczyło przede wszystkim Europy, a w szczególności krajów znajdujących się w jej zachodniej części. Czy tego typu przemiany odczuwali w jakiś sposób żyjący wówczas mieszkańcy Jaśkowic? Zapewne tak, chociaż tempo tych przemian nie było tu aż tak duże, jak w innych częściach kontynentu europejskiego. Tu przecież była Galicja, czyli ziemie polskie pod zaborem austriackim. Tu była słynna „galicyjska bieda”, wynikająca z dużego gospodarczego zacofania. Słabo rozwijał się w tym rejonie przemysł, zacofane i prymitywne, nawet jak na tamte czasy było rolnictwo. Ludzie jednak i tu w Jaśkowicach chcieli żyć lepiej i oprócz zwyczajowej pracy na roli, szukać czegoś nowego. To w tamtych czasach kształtowała się powoli opinia Jaśkowiana – zucha i trochę awanturnika zdolnego do zuchwałych, chociaż nie zawsze mądrych wyczynów, człowieka odważnego, porywającego się z przysłowiową „motyką na słońce”. Piszę „Jaśkowiana” mając świadomość, że powinno się z gramatycznego punktu widzenia pisać Jaśkowiczanina, ale tu, w tej okolicy używało się zawsze w mowie potocznej, tego pierwszego określenia. Człowiek o takim charakterze nie zawahał się, kiedy nadarzyła się okazja do wyjazdu „za chlebem” w dalekie zagraniczne strony. Chłopcy stąd chętnie zaciągali się też „na flis”, czyli do roboty na wiślanym galarach, którymi spławiano Wisłą towary do samego nawet Gdańska. Stamtąd po sprzedaniu galaru na opał, trzeba było w rodzinne strony wracać nieraz nawet pieszo. A, że po powrocie z takiej wyprawy należało za ciężko zarobione pieniądze trochę pohulać, to już inna sprawa. Drżeli czasem przy takiej okazji w trosce o swój dobytek karczmarze w okolicznych wioskach, bo chłopcy z Jaśkowic poczynali sobie w takich sytuacjach ostro, przyśpiewując przy tym na krakowską nutę „…Jaśkowianie idą, Jaśkowianie stoją, bo się Jaśkowianie nikogo nie boją…” W połowie XIX wieku, podobnie jak w całym cesarstwie austriackim, zanikła i w tych stronach pańszczyzna. Chłopi, czyli rolnicy uzyskali osobistą wolność. Wolno też im było uprawianą przez siebie ziemię sprzedawać, wolno było bez zgody pana wieś opuszczać. W obrębie wsi nadal jednak istniały dwie podstawowe formy ziemskiej własności: obszar większy, czyli dworski i obszar mniejszy obejmujący gospodarstwa chłopskie. Z tym, że dworska produkcja rolna nie opierała się już na przymusowej pańszczyźnie, tylko na odpłatnej pracy najemnej, świadczonej przeważnie na rzecz dworu, przez uboższą ludność wiejską. Około 1870 roku obszar większy w Jaśkowicach stanowił własność Zofii Dąbskiej. Posiadała ona, jako dziedziczka dóbr jaśkowickich 248 mórg roli, 24 morgi łąk, 27 mórg pastwisk i 19 mórg lasu. Na posiadłość mniejszą składało się 321 mórg roli, 47 mórg łąk, 48 mórg pastwisk i 3 morgi lasu. W Słowniku geograficznym Królestwa Polskiego i innych krajów słowiańskich zapisano, że były to grunta nadwiślańskie urodzajne. We wsi żyło wówczas 393 mieszkańców i wszyscy byli wyznania rzymskokatolickiego. Zofia Dąbska przejęła posiadłości w Jaśkowicach po ojcu Fryderyku Lgockim. Po jej śmierci właścicielem tych dóbr stał się Henryk Dąbski, który cały ten majątek sprzedał Antoniemu i Marii Zubrzyckim. Do sprzedaży doszło prawdopodobnie w 1892 roku, chociaż nie ma w tym względzie pewności i nie jest wykluczone, że stało się to nieco wcześniej. Antoni Zubrzycki był lekarzem i wpadł na dosyć niezwykły pomysł. Postanowił założyć w Jaśkowicach uzdrowisko. Nie stało się to bez powodu. Nieopodal dworu było źródło, z którego wydobywała się woda, uznawana przez mieszkańców wioski za leczniczą i nazywana „wodą chrzanową”. Źródło to zostało zgodnie z ówczesnymi normami sanitarnymi zabezpieczone i w jego pobliżu pobudowano kilka uzdrowiskowych pensjonatów oraz niewielką kaplicę z przeznaczeniem dla kuracjuszy, szczególnie tych, zaliczanych do stanu duchownego. Być może przebudowano w tym czasie budynek dworski i zaadaptowano go również dla potrzeb uzdrowiska. W jego nieistniejącym już dziś zachodnim skrzydle mieściły się prawdopodobnie pokoje dla zamożniejszych kuracjuszy. W1904 roku właścicielami obszaru dworskiego i uzdrowiska stali się Justyna i Władysław Grabowiczowie. Władysław Grabowicz był lekarzem. Liczył na to, że działalność uzdrowiskowa w Jaśkowicach, przyniesie mu satysfakcję i przysporzy finansowych korzyści. Zaczął od zareklamowania swojego Koncesjonowanego Zakładu Wodoleczniczego w Przewodniku Uzdrowiskowym. Dzięki temu wiemy, że była to placówka, jak na tamte czasy bardzo nowoczesna i nieźle wyposażona. Przy wykorzystaniu nowoczesnych urządzeń, można się w niej było leczyć w zakresie elektroterapii, mechanoterapii i klimatoterapii. Stosowano różnego rodzaju kąpiele – mineralne, solankowe, czy też z kwasem węglowym. W ogłoszeniu zamieszczonym w Przewodniku Uzdrowiskowym, Władysław Grabowicz informował też o aptece, kaplicy zdrojowej i stacji kolejowej w Jaśkowicach, z której pociągi docierające w czasie jednej godziny do Krakowa, odjeżdżały cztery razy dziennie. Niedługo trwała dobra passa tego uzdrowiska. W 1912 roku pojawiła się krytyczna publikacja w jednym z fachowych pism w tym zakresie. Napisano wówczas, że z powodu malarycznej okolicy uzdrowisko podupada. Frekwencja maleje a wille prawie nie zamieszkałe idą w rozsypkę. Warto wspomnieć o tym, że obok dworu pobudowano wówczas długi murowany budynek, w którym mieściły się uzdrowiskowe kąpielowe łazienki. Budynek ten istnieje ciągle i służy mieszkańcom Jaśkowic jako „Dom Ludowy”. Starsi ludzie jeszcze obecnie mówiąc o nim, określają go mianem „Kąpiele”. Zaistnienie uzdrowiska w obrębie wioski musiało mieć spory wpływ na życie jej mieszkańców, a było ich pod koniec XIX wieku 528 w 91 domach. Na pewno wielu z nich znalazło w tym nowym kurorcie pracę. Obserwowanie przybywających do wsi kuracjuszy, dawało miejscowym jakieś wyobrażenie o tym, co się aktualnie w świecie dzieje, jak gdzie indziej ludzie żyją, jak się ubierają, odżywiają, bawią, odpoczywają, leczą. Być może jeszcze pod koniec XIX wieku urządzono w Jaśkowicach przystanek kolejowy /na początku XX wieku był już na pewno/, o który wystarał się najprawdopodobniej właściciel uzdrowiska. Wspierało go w tych staraniach mocno kierownictwo szkoły rolniczej z Czernichowa. Trasa kolejowa z Oświęcimia do podkrakowskiego Podgórza uruchomiona została na początku lat osiemdziesiątych XIX wieku.
Jaśkowice w parafii Pobiedr – Paszkówka.
Wieś Pobiedr powstała zapewne w XIII wieku na terenie należącego do Ziemi Krakowskiej tak zwanego „korytarza radwanickiego”. Nieco później, być może na przełomie XIII i XIV wieku powstała parafia Pobiedr. Pierwsza pisana wzmianka o niej pochodzi z 1325 roku. Wraz z upływem czasu wioska Pobiedr zatracała stopniowo swoją odrębność. Po I wojnie światowej Pobiedr stał się przysiółkiem Paszkówki. W 1966 roku zapadła decyzja o zmianie nazwy parafii Pobiedr. Wtedy to po raz pierwszy pojawiła się nazwa – parafia Paszkówka.Mniej więcej w tym czasie co Pobiedr, kształtowała się na terenie „korytarza radwanickiego” osada Jaśkowice. Przez pierwszy okres swojego istnienia występuje ona wraz z innymi sąsiednimi osadami pod wspólną nazwą Trebol. W ten sposób określa się ją w dokumentach z 1274 i 1356 roku. Jak już wiemy, nazwy Jaśkowice a dokładnie Iascowice, użyto po raz pierwszy w dokumencie sporządzonym przez królewską kancelarię Kazimierza Wielkiego w 1363 roku. Od początku swojego istnienia należały Jaśkowice do Parafii Pobiedr. Potwierdza to w Liber Beneficjorum Jan Długosz. Przynależność Jaśkowic do pobiedrskiej parafii oznaczała w praktyce znaczący udział tej wioski w jej utrzymaniu i rozwoju. W czasach feudalnych znaczna część uposażenia proboszczów pochodziła z tzw. dziesięciny. Danina ta była pobierana na potrzeby proboszcza w Pobiedrze również i z Jaśkowic. Wśród kolatorów, czyli opiekunów i fundatorów kościoła w Pobiedrze, byli zawsze dziedzice Jaśkowic, którzy przez pewien czas mieli nawet prawo prezentacji proboszczów. Obecny kościół w Paszkówce jest prawdopodobnie trzecim z kolei na tym samym miejscu. Na temat wkładu dziedziców Jaśkowic w budowę dwóch pierwszych świątyń, możemy snuć tylko przypuszczenia. Jeśli idzie o obecną świątynię, to dysponujemy już na ten temat wiarygodnymi wiadomościami. Działania w zakresie budowy nowego kościoła rozpoczęto w 1882 roku. Po wybudowaniu kaplicy Wężyków, odbyła się w październiku tego roku rozprawa konkurencyjna, w czasie której zapadły decyzje związane z budową świątyni. Postanowienia, jakie wtedy zapadły, były zgodne z ustawą sejmu galicyjskiego o konkurencji kościelnej z 1864 r., porządkującą sprawy związane z budową i remontem obiektów kościelnych i parafialnych. Według tej ustawy wszyscy wierni żyjący na terenie parafii zobowiązani byli do pokrywania kosztów w zależności od wielkości posiadanego majątku. Kolatorowie mieli jeszcze dodatkowo pokrywać 1/6 całości wydatków. Roboty ruszyły na wiosnę 1883 r. W 1886 roku budowla stanęła w stanie surowym i odbyła się kolejna rozprawa konkurencyjna. Właścicielkę jaśkowickiego majątku Zofię Dąbską reprezentował pan Gustaw Dąbski z Krakowa. W imieniu gminy Jaśkowice występował Szymon Czubaj. Przedstawiciele wsi dawali gwarancję, że potrzebne na budowę środki finansowe zostaną zebrane i dostarczone w odpowiednim czasie. Oprócz tego poszczególne wioski, a więc i Jaśkowice deklarowały tzw. robotę pieszą w formie nieodpłatnej. Nawiązując do ofiarności mieszkańców Jaśkowic w zakresie budowy i utrzymania kościoła w Pobiedrze warto wspomnieć o tym, że jeden z bocznych ołtarzy z obrazem Matki Boskiej Nieustającej Pomocy jest darem Henryka Dąbskiego, dziedzica Jaśkowic. Symbolicznym przykładem wielkiej ofiarności, i starania o kościół mieszkańców Jaśkowic, może być informacja o tym, jak to w czasie uroczystości poświęcenia dzwonów w 1938 roku, biedna staruszka z Jaśkowic – Maria Kowalówka, złożyła dwudziestozłotową ofiarę na pokrycie kosztów ich zakupu. Pan Wężyk, ówczesny dziedzic Paszkówki położył na tacę banknot pięćdziesięciozłotowy, przykrywając go dziesięciozłotową monetą. Oprócz nowego kościoła wzniesiono też w 1882 roku nową plebanię. Jej budowa odbywała się na podobnych zasadach, zgodnie z przeprowadzoną wcześniej rozprawą konkurencyjną. Również i w tym przedsięwzięciu zawiera się więc wkład mieszkańców Jaśkowic. Po kilkusetletniej przynależności Jaśkowic do parafii Pobiedr – Paszkówka, nastąpiła w roku 2006 zasadnicza zmiana. W 2006 roku utworzona została parafia Jaśkowice. Nie stało się to przypadkowo. W Jaśkowicach zawsze były widoczne przejawy kultu religijnego i daleko zaawansowanej pobożności mieszkańców wioski. Odzwierciedleniem tego były i są istniejące na terenie wsi kaplice i krzyże przydrożne oraz odbywające się cyklicznie różnorodne religijne obrzędy i uroczystości. Szczególne znaczenie dla mieszkańców Jaśkowic miała jednak niewielka kaplica usytuowana w pobliżu dworu. Wybudowano ją pod koniec dziewiętnastego stulecia w tym czasie, kiedy w Jaśkowicach istniało uzdrowisko. Wybudowano ją po to, żeby służyła kuracjuszom. Przebywający na leczeniu księża, mieli dzięki jej istnieniu możliwość, odprawiania codziennie mszy Świętych.
Uzdrowisko z przełomu XIX i XX wieku dosyć szybko podupadło i straciło rację dalszego istnienia. Zniknęły też z powierzchni ziemi niektóre pawilony lecznicze. Kaplica jednak przetrwała i okazała się dla miejscowej ludności bardzo przydatna. W 1955 roku postanowiono, że w każdą niedzielę będzie w niej odprawiana msza Święta. I tak było do 1984 roku. Wtedy to dworska niewielka kaplica przestała istnieć. Nie stało się to jednak dla mieszkańców wioski powodem do zmartwienia, bo dokładnie na jej miejscu powstała nowa, bardzo okazała i obszerna świątynia. Właściwie to słowo „kaplica” nie bardzo już pasowało do tej budowli, którą ze względu na wielkość i wygląd zaczęto coraz częściej nazywać kościołem. I rzeczywiście, doszło w końcu do tego, że w 2006 roku erygowano w Jaśkowicach parafię a nowo wybudowana kaplica, stała się parafialnym kościołem pod wezwaniem Najświętszej Marii Panny Matki Kościoła. Pierwszym proboszczem tej nowej parafii został ksiądz mgr Teofil Rapacz.
Szkoła w Jaśkowicach.
Obok kościoła w Paszkówce / do 1966 r. parafia Pobiedr/ stoi piętrowy budynek nazywany potocznie „wikarówką”. W części j tej budowli mieściła się kiedyś wiejska szkoła, do której uczęszczały dzieci z całej pobiedrskiej parafii. Głównym fundatorem tego budynku był dziedzic Paszkówki pan Leonard Wężyk, Na jego utrzymanie składały się jednak wszystkie wioski należące do tak zwanego Związku Szkolnego. Decyzję w tej sprawie podjęto w 1858 roku, a gwarancję finansowania oraz utrzymania budynku i szkoły wśród innych plenipotentów, podpisali reprezentujący Jaśkowice – Antoni Mętel i Jan Drzyzga. Jaśkowice do tego związku należały aż do 1905 roku, czyli do momentu powstania w tej wsi odrębnej szkoły. W 1905 roku z tego Związku Szkolnego, wyodrębniły się między innymi Jaśkowice, gdzie w ciągu roku szkolnego 1905/1906 zaistniała klasa eksponowana. Oznacza to prawdopodobnie rozpoczęcie szkolnej edukacji w Jaśkowicach, ale jeszcze pod nadzorem szkoły w Pobiedrze. Samodzielna już szkoła powstała w Jaśkowicach w 1906 roku. Była to sześcioletnia szkoła jednoklasowa. Tak określano wówczas szkołę posiadającą jedną salę lekcyjną i jednego nauczyciela. O tym, że taka szkoła powstała właśnie wtedy, świadczy pierwszy zapis w Dzienniku czynności urzędowych, którego dokonano 12 września 1906 roku. Również w metryce, będącej wykazem dzieci mających obowiązek uczęszczania na naukę codzienną, pierwsze zapisy dotyczą roku szkolnego 1906/1907.
Jakże inaczej wyglądała wtedy wioska, jak inne niż dzisiaj było wówczas w niej życie. Z opracowania Bolesława Marczewskiego pt. „Powiat wadowicki pod względem geograficznym statystycznym i historycznym” wydanym w 1897 roku dowiadujemy się, że Jaśkowice liczyły na przełomie XIX i XX wieku 91 domów, w których żyło 528 ludzi. Jeśli weźmiemy pod uwagę fakt, że w 1870 roku mieszkańców było 393, to łatwo zauważyć, że Jaśkowice musiały być w tamtych czasach miejscowością bardzo rozwojową. W tak dużej społeczności szkoła była bardzo potrzebna i w końcu w jakiś sposób powstała. Jak to się dokonało i z czyjej inicjatywy, dokładnie nie wiadomo. Można się domyślać, że spory udział miał w tym dziele właściciel majątku dworskiego pan Władysław Grabowicz, który w początkach istnienia szkoły był przewodniczącym Rady Szkolnej Miejscowej. Zrezygnował z tej funkcji w 1908 roku o czym Zarząd Szkoły powiadamiał pismem z dnia 20.06.1908 roku c.k. Radę Szkolną Okręgową w Wadowicach. Szkoła w Jaśkowicach już była, ale nie posiadała własnego budynku i to zapewne stanowiło wielkie utrudnienie dla jej właściwej działalności w początkowym okresie istnienia. Nasuwa się w tym przypadku pytanie: gdzie odbywała się nauka? Prawdopodobnie wynajmowano jakąś izbę dla potrzeb szkoły u któregoś z bogatszych gospodarzy. Niewykluczone, że jakiegoś wsparcia w tym zakresie udzielał miejscowy dwór, skoro wspomniany wyżej pan Grabowicz był w działalność oświatową dość mocno wtedy zaangażowany. Była szkoła, ale nie miała praktycznie żadnego majątku. Takie spostrzeżenia nasuwają się podczas przeglądania pierwszych zapisów, widniejących w założonej w 1907 roku Księdze inwentarzowej. Ale w 1908 roku jest już inaczej. W dziale I „grunta szkolne” przekreślony został zapis „żadne”. Poniżej zapisano:” Kawałeczek gruntu pod szkołę i do szkoły należący jest zahipotekowany na Fundusz szkolny miejscowy. Składa się z następujących parceli gruntowych Lwh: 665/2 i 666/5. Obszar parceli 665/2 wynosi 2, 89 a, a obszar parceli 666/5 wynosi 32,2 a. Parcele te nabyte na własność kontraktem kupna i sprzedaży. Kontrakt ten spisano w Kalwarii dnia 6 marca 1908 roku i zatwierdzono uchwałą Wydziału Rady Powiatowej w Wadowicach z dnia 11 kwietnia 1908 r.
W 1908 roku zakupiono grunt pod szkołę. Do jej budowy przystąpiono zapewne nieco później. Kiedy to się stało? Dokładnie nie wiadomo. Prawdopodobnie budowę rozpoczęto w 1910 roku. Pewne jest natomiast to, że nowy budynek szkolny oddano do użytku w 1911 roku. W Dzienniku czynności Rady Szkolnej Miejscowej w dniu 16 września 1911 roku zapisano: „Zarząd szkoły w Jaśkowicach donosi o ustąpieniu z wynajętych izb szkolnych, oraz zaniechaniu nauki z powodu nie urządzenia nowego budynku”. Zapis z 17 września 1911 roku mówi o tym, że c.k. Rada Szkolna Okręgowa w Wadowicach zawiadamia o kolaudacji budynku szkolnego w Jaśkowicach w dniu 19 września 1911 roku o godzinie drugiej trzydzieści po południu. /Kolaudacja to stwierdzenie zgodności wykonania budowli z planem budowy i kosztorysem/. Oddanie do użytku nowego budynku od razu podniosło rangę szkoły. W Dzienniku czynności urzędowych zapisano, że od dnia 1 września 1911 roku następuje zmiana kategorii szkoły w Jaśkowicach z jednoklasowej na dwuklasową. Stało się to na podstawie orzeczenia wydanego przez c.k. Radę Szkolną Krajową urzędującą we Lwowie. Szkoła dwuklasowa według ówczesnych przepisów to taka, w której są dwie sale lekcyjne i zatrudnia się dwóch nauczycieli. Jakże okazale musiał się prezentować gmach nowej szkoły na tle ówczesnych Jaśkowic, gdzie podobnie, jak we wszystkich innych okolicznych wioskach w zdecydowanej większości przeważały budynki drewniane, najczęściej pokryte słomianą strzechą. Murowany był dwór, pawilon uzdrowiskowy, dwie niewielkie kaplice, budynek stacji PKP i być może były jeszcze we wsi jakieś inne murowane chłopskie domy. Mimo różnych niedoskonałości i niedociągnięć zaistniałych w czasie budowy, można jednak z całą odpowiedzialnością stwierdzić, że wybudowano wtedy szkołę w Jaśkowicach z myślą nie tylko o współczesności, ale także z myślą o przyszłości. Nie przewidywali zapewne projektanci i budowniczowie tego, że ich dzieło przetrwa tak długo i służyć będzie tylu przyszłym pokoleniom. Że w tym samym budynku szkolnym zdobywać będą wiedzę dzieci, dla których szczytem techniki użytkowej były konne zaprzęgi, prymitywne gospodarskie narzędzia, świeczka, lampa naftowa czy ciągnąca pociąg parowa lokomotywa, jak też i dzieci nie rozstające się praktycznie z komputerami, nie wyobrażające sobie życia bez samochodów, telefonów komórkowych, telewizorów, domowych wygód w postaci instalacji elektrycznych, kanalizacyjnych, centralnego ogrzewania, dostępu do Internetu… W przyzwoitym stanie przetrwała szkoła w Jaśkowicach zarówno pierwszą, jak i drugą wojnę światową. Po drugiej wojnie światowej, szkoła ta była najpierw siedmioklasową szkołą podstawową a później, począwszy od roku 1966 szkołą ośmioklasową. Parokrotnie podejmowano próby jej rozbudowy, albo wręcz budowy obok niej nowego obiektu, ale wszystko to przez długie okresy czasu, kończyło się na etapie planowania. Były projekty, były nawet kupowane jakieś materiały budowlane, były powoływane komitety budowy, jednak do realizacji tego zadania, przez bardzo długi okres czasu nie dochodziło. Mało tego, po kolejnej reformie oświaty oraz powołaniu do życia w 1975 roku szkół zbiorczych, szkoła w Jaśkowicach spadła do poziomu trzyklasowego i straciła samodzielność, stając się filią zbiorczej szkoły w Zelczynie. Samodzielną placówką stała się szkoła w Jaśkowicach w 1984 roku, kiedy to podniesiono jej stopień organizacyjny do poziomu szkoły sześcioklasowej, a w następnych latach stała się na powrót szkołą ośmioklasową. Od 1999 roku jest znowu w Jaśkowicach za sprawą kolejnej reformy oświatowej szkoła sześcioklasowa. Po kolejnej reformie systemu oświaty w Polsce i likwidacji systemu gimnazjalnego w 2017 roku, placówka w Jaśkowicach stała się na powrót szkołą podstawową ośmioklasową. Budowla wzniesiona w 1911 roku, przetrwałą w prawie nie zmienionym stanie do 2010 roku. Według zapisu w księdze inwentarzowej był to budynek szkolny murowany, kryty dachówką, o dwóch salach naukowych, trzech ubikacjach służących na mieszkanie kierownikowi szkoły wraz z piwnicą i strychem. W drugiej połowie XX wieku mieszkanie kierownika usytuowano w obrębie strychu. Dzięki temu wygospodarowano dodatkowe miejsce na dwie sale lekcyjne i kancelarię. Nieco później mieszkanie to zostało całkowicie zlikwidowane. Na jego miejscu powstała dodatkowa, niewielka salka lekcyjna. W 2010 roku zakończono prace przy modernizacji i rozbudowie istniejącego od dawna budynku szkolnego w Jaśkowicach. Powstała wreszcie i w tej miejscowości nowoczesna placówka oświatowa na miarę XXI wieku.
Ochotnicza Straż Pożarna w Jaśkowicach.
Pierwsze wzmianki o ratownictwie ogniowym pojawiają się w Polsce już w średniowieczu. Jednak pierwsze zorganizowane jednostki pożarnicze, będące prekursorami obecnej Ochotniczej Straży Pożarnej na ziemiach polskich, zaczęły się tworzyć dopiero w drugiej połowie XIX wieku prawie równocześnie we wszystkich trzech zaborach. W Galicji, czyli na ziemiach polskich pod zaborem austriackim, pierwsza „Ochotnicza Straż Ogniowa” została założona w 1865 w Krakowie z inicjatywy Towarzystwa Wzajemnych Ubezpieczeń. W 1918 roku Polska odzyskała niepodległość. We wrześniu 1921 działające poprzednio we wszystkich trzech zaborach związki strażackie, połączyły się w Główny Związek Straży Pożarnych Rzeczypospolitej Polskiej. Po drugiej wojnie światowej w 1949 roku, związek ten został przez ówczesne władze rozwiązany, po czym reaktywowany w roku 1956. W 1992 zmienił nazwę na Związek Ochotniczych Straży Pożarnych Rzeczypospolitej Polskiej. W Jaśkowicach straż pożarna pojawiła się również podczas austriackiego tu panowania. Z ustnych przekazów wynikałoby, że stało się to w roku 1886 i, że jej założycielem i pierwszym komendantem był Andrzej Smajek. Dokładną datę założenia straży pożarnej w Jaśkowicach próbowali ustalić: długoletni komendant OSP Jaśkowice Mieczysław Kowalówka i były prezes tej Straży Władysław Pasierbek. Przeglądali księgi parafialne w Paszkówce i dokumenty w Komendzie Wojewódzkiej Straży Pożarnej w Alwerni. Jako ostateczną datę powstania jednostki w Jaśkowicach przyjęto rok 1898. Potwierdzeniem tego jest napis na zachowanej dotąd zabytkowej szarfie, którą jako cenną pamiątkę z dawnych czasów, przechowuje się w miejscowej remizie.
Bibliografia:
- Słownik historyczno-geograficzny województwa krakowskiego w średniowieczu opr. przez PAN w Krakowie
- Metryki Józefińskie udostępnione przez PAN w Krakowie
- Julian Zinkow „Wokół Kalwarii Zebrzydowskiej i Lanckorony”
- Kwartalnik Historyczny Towarzystwa Historycznego we Lwowie – 1913 rok
- Bolesław Marczewski „Powiat wadowicki pod względem geograficznym, statystycznym i historycznym”
- Słownik geograficzny Królestwa Polskiego i innych krajów słowiańskich wydany pod redakcją Bronisława Chlebowskiego, Władysława Walewskiego i Filipa Sulimierskiego w roku 1880 i 1886
- A. Siemionow „Ziemia wadowicka”
- Metryka szkolna, czyli wykaz dzieci będących w wieku zobowiązującym do uczęszczania na naukę codzienną. Pierwsze zapisane w tym wykazie dziecko urodzone było w 1984 r. Ostatnie zapisy dotyczą rocznika 1930.
- Dziennik czynności urzędowych Szkoły ludowej w Jaśkowicach prowadzony od 12 września 1906 r. do 20 listopada 1925 r.
- Dziennik czynności Rady Szkolnej Miejscowej w Jaśkowicach prowadzony od 12 września 1911 r. do 15 lutego 1928 r.
- Inwentarz majątku i dochodów funduszu szkolnego miejscowego w Jaśkowicach założony w 1907 roku.
- Kronika Szkoły Podstawowej w Paszkówce.

## Sport
We wsi działa klub piłkarski Wiślanie Jaśkowice.